# Coryphasia artemioi
Coryphasia artemioi är en spindelart som beskrevs av Bauab Vianna 1986. Coryphasia artemioi ingår i släktet Coryphasia och familjen hoppspindlar. Inga underarter finns listade i Catalogue of Life.